# Le Faulq
Le Faulq je francouzská obec v departementu Calvados v regionu Normandie. Žije zde 325 obyvatel.

## Geografie
Obec leží na východě departementu Calvados u jeho hranic s departementem Eure.

### Sousední obce
| Růžice kompasu |                   | Bonneville-la-Louvet |                                   | Růžice kompasu |
| Růžice kompasu | Blangy-le-Château | Sever                | Saint-Pierre-de-Cormeilles (Eure) | Růžice kompasu |
| Růžice kompasu | Blangy-le-Château | Le Faulq             | Saint-Pierre-de-Cormeilles (Eure) | Růžice kompasu |
| Růžice kompasu | Blangy-le-Château | Jih                  | Saint-Pierre-de-Cormeilles (Eure) | Růžice kompasu |
| Růžice kompasu | Le Brévedent      | Le Pin               |                                   | Růžice kompasu |